# Ettore Blasi
Ettore Blasi (ur. 18 marca 1895 w Rzymie, zm. ? w Brazylii) – włoski lekkoatleta, długodystansowiec.
Dwukrotny olimpijczyk – zarówno podczas igrzysk olimpijskich w Antwerpii (1920), jak i igrzysk w Paryżu (1924) nie ukończył biegu maratońskiego.
Pięciokrotny mistrz Włoch: w 1919, 1920, 1921 i 1922 triumfował na 20 kilometrów, a w 1923 zwyciężył w maratonie.

## Rekordy życiowe
- Bieg maratoński – 2:53:51 (1923)[1]